# Санъё (должность)
Санъё (яп. 参与, «тот, кто принимает участие») — одна из трёх должностей в центральном правительстве Японии в начале реставрации Мэйдзи. В западной историографии переводится как «младший советник».

## История
Должность младшего советника была введена 3 января 1868 года указом о реставрации Императорского правления. На неё назначали подданных Императора невысокого социального статуса, обычно самураев определённых ханов.
Лица, которые получали эту должность за принадлежность к дворцовой аристократии, назывались «верхними младшими советниками»; лица, которые получили её в результате повышение по службе, назывались «нижними младшими советниками». Последняя группа была самой многочисленной и активной. Её составляли преимущественно выходцы из Тёсю-хана, Сацума-хана, Тоса-хана и Сага-хана. Она играла роль локомотива реставрации Мэйдзи.
Младшие советники формировали верхнюю палату Законодательного совета, которая занималась выработкой и принятием законов.
После вступления в силу указа о государственном устройстве 17 июня 1868 года, система трёх должностей была упразднена. Однако до июня 1869 года младшие советники оставались членами верхней палаты Законодательного совета.